# Єдрей
Єдре́й (каз. Едрей) — село у складі Каркаралінського району Карагандинської області Казахстану. Входить до складу Мадійського сільського округу.
Населення — 44 особи (2021; 86 у 2009, 274 у 1999, 312 у 1989).
Національний склад станом на 1989 рік:
- казахи — 100 %.

У радянські часи село називалось Шалакбулак.